# Dipteretrum rudebeckae
Dipteretrum rudebeckae är en kackerlacksart som beskrevs av Karlis Princis 1963. Dipteretrum rudebeckae ingår i släktet Dipteretrum och familjen småkackerlackor. Inga underarter finns listade i Catalogue of Life.